# مریم سادات یحیوی
مریم سادات یحیوی فعال مدنی، سیاسی و از حامیان میرحسین موسوی، رهبر جنبش اعتراضی سال ۱۳۸۸ اهل ایران است. او یکشنبه شب، در منزل پدری‌اش در روز ۱۱ آبان ۱۳۹۳ برای ۱۷ روز به دست مأموران لباس‌شخصی بازداشت و پس از تفتیش منزل به زندان اوین منتقل شد.

## بازداشت
به گزارش وبگاه کلمه، حامی جنبش سبز و وابسته به میرحسین موسوی، این فعال مدنی در ۲۵ بهمن ۱۳۸۹ نیز بازداشت و به یک سال حبس قطعی محکوم شده بود. اما این حکم به دلیل بیماری و پیگیری دوره شیمی درمانی و رادیوتراپی او به دستور پزشکی قانونی متوقف شده بود. براساس گزارش‌های منتشر شده، او به نوعی سرطان پیشرفته دچار است و از طریق شیمی درمانی و رادیوتراپی تحت درمان قرار دارد. کمیسیون پزشکی قانونی، آبان ماه ۱۳۹۳ را پایان دوره درمان موقت او تعیین کرده و از او خواسته بود در این ماه برای بررسی ادامه طول درمان خود به پزشکی قانونی مراجعه کند.
این فعال سیاسی به اتهام تبلیغ علیه نظام نیز به یک سال و نیم حبس محکوم شده بود که بر اساس اصل ۱۳۴ قانون مجازات اسلامی (مصوب ۱۳۹۲) قابل اجرا نیست. دادگاه برای صدور این حکم سنگین، به ماده ۱۳۷ قانون مجازات جدید استناد کرده که دست قاضی را در صورت تکرار جرم، برای صدور حکمی تا یک و نیم برابر مجازات تعیین شده در قانون بازمی‌گذارد. این در حالی است که ماده ۱۳۸ همین قانون تصریح کرده که مقررات مربوط به تکرار جرم در جرائم سیاسی و مطبوعاتی اعمال نمی‌شود.
دادگاه همچنین در حکم خود برای مدت دو سال او را از عضویت در احزاب و حضور در اجتماعات و فعالیت در رسانه‌ها و فضای مجازی منع کرده است.
او در تیرماه سال ۱۳۹۳، همراه با تعدادی از فعالان سیاسی و مدنی به دفتر پیگیری وزارت اطلاعات احضار و مورد بازجویی قرار گرفته بود.

### اجرای حکم در سال ۱۴۰۲
به گزارش نزدیکان مریم سادات یحیوی، روز یکشنبه، ۱۳ اسفند ۱۴۰۲ از انتقال او به زندان جهت اجرای حکم یک سال حبس تعزیری خبر دادند. بر اساس گزارش‌ها، او پس از معرفی خود به شعبه اجرای احکام دادسرای اوین به بند زنان این زندان منتقل شده است. انتقال او به زندان در حالی است که او شرایط جسمانی مساعدی ندارد و به بیماری سرطان مبتلاست؛ که همین امر تاکنون منجر به تعویق اجرای حکم وی شده بود. او در دادگاه انقلاب به ریاست قاضی صلواتی با اتهاماتی نظیر تبلیغ علیه نظام در ابتدا به ۹ سال زندان محکوم شده بود که این حکم در دادگاه تجدیدنظر به یک سال تقلیل یافت.
او از اعضای اتاق جنبش سبز در کلاب هاوس بود که در تابستان ۱۴۰۰ با فشار و تهدید وزارت اطلاعات بسته شد. همان زمان مریم یحیوی نیز به وزارت اطلاعات احضار شد و مورد بازجویی قرار گرفت.